# Lepus coreanus
Lepus coreanus (tên tiếng Anh: Korean hare) là một loài động vật có vú trong họ Leporidae, bộ Thỏ. Loài này được Thomas mô tả năm 1892.
Loài thỏ này sinh sống ở Triều Tiên và đông bắc Trung Quốc. Con trưởng thành nặng 2,1-2,6 kilogram, thân dài 45–54 cm. Đuôi thường dài 2–5 cm in và tai dài 7,6-8,3 cm. Chúng sinh sống trong rừng núi đến đất canh tác.

## Hình ảnh

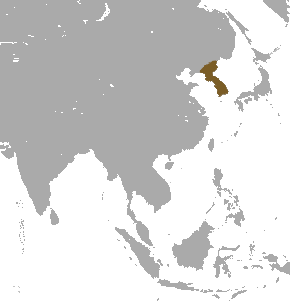